# Biserica de lemn din Zagra

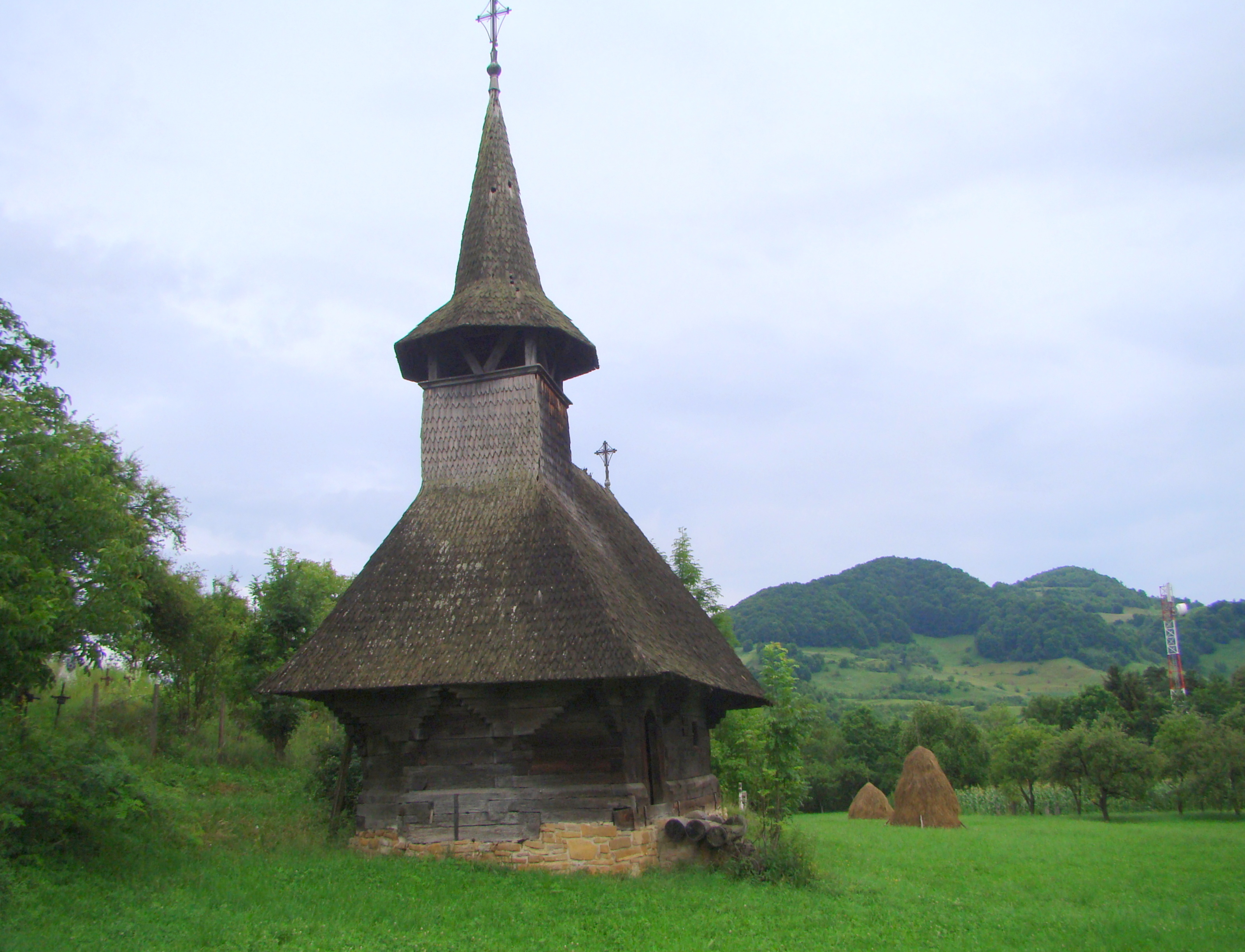
Biserica de lemn „Cuvioasa Paraschiva” din Zagra, comuna Zagra, județul Bistrița-Năsăud, foto. iulie 2009.

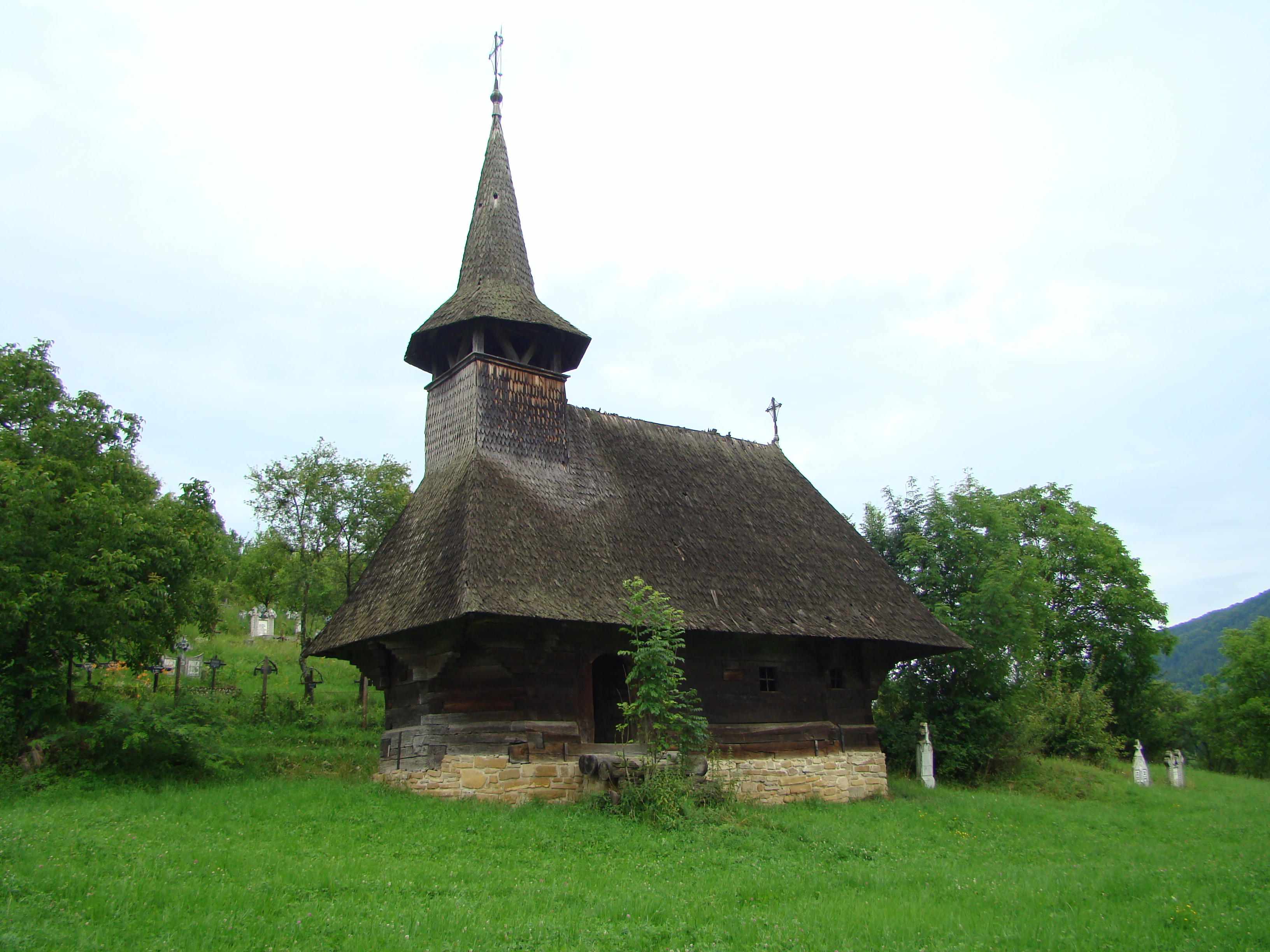
Biserica de lemn „Cuvioasa Paraschiva” din Zagra, comuna Zagra, județul Bistrița-Năsăud, foto. iulie 2009.

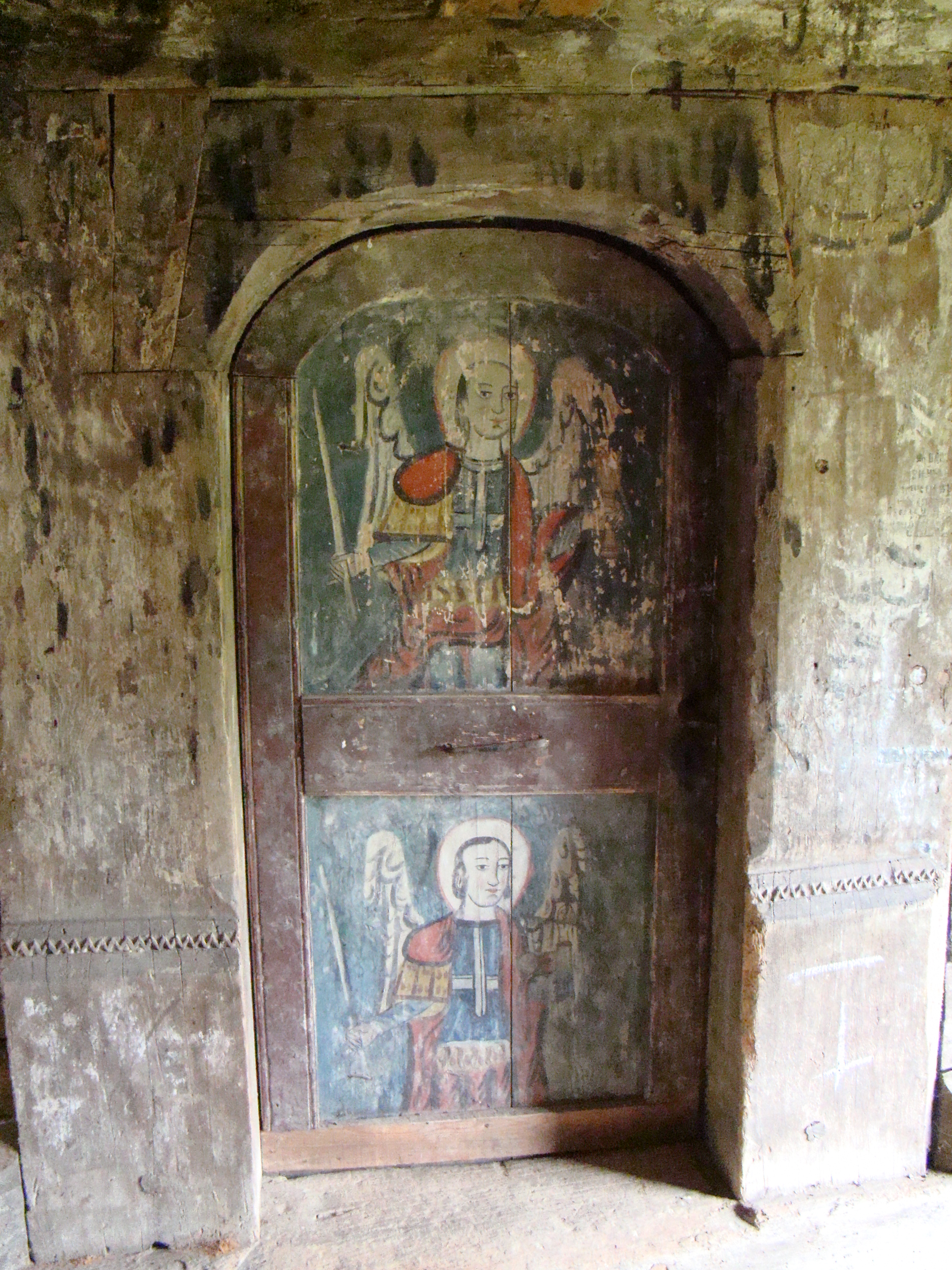
Ușa pictată de la intrare: Sfinții Arhangheli

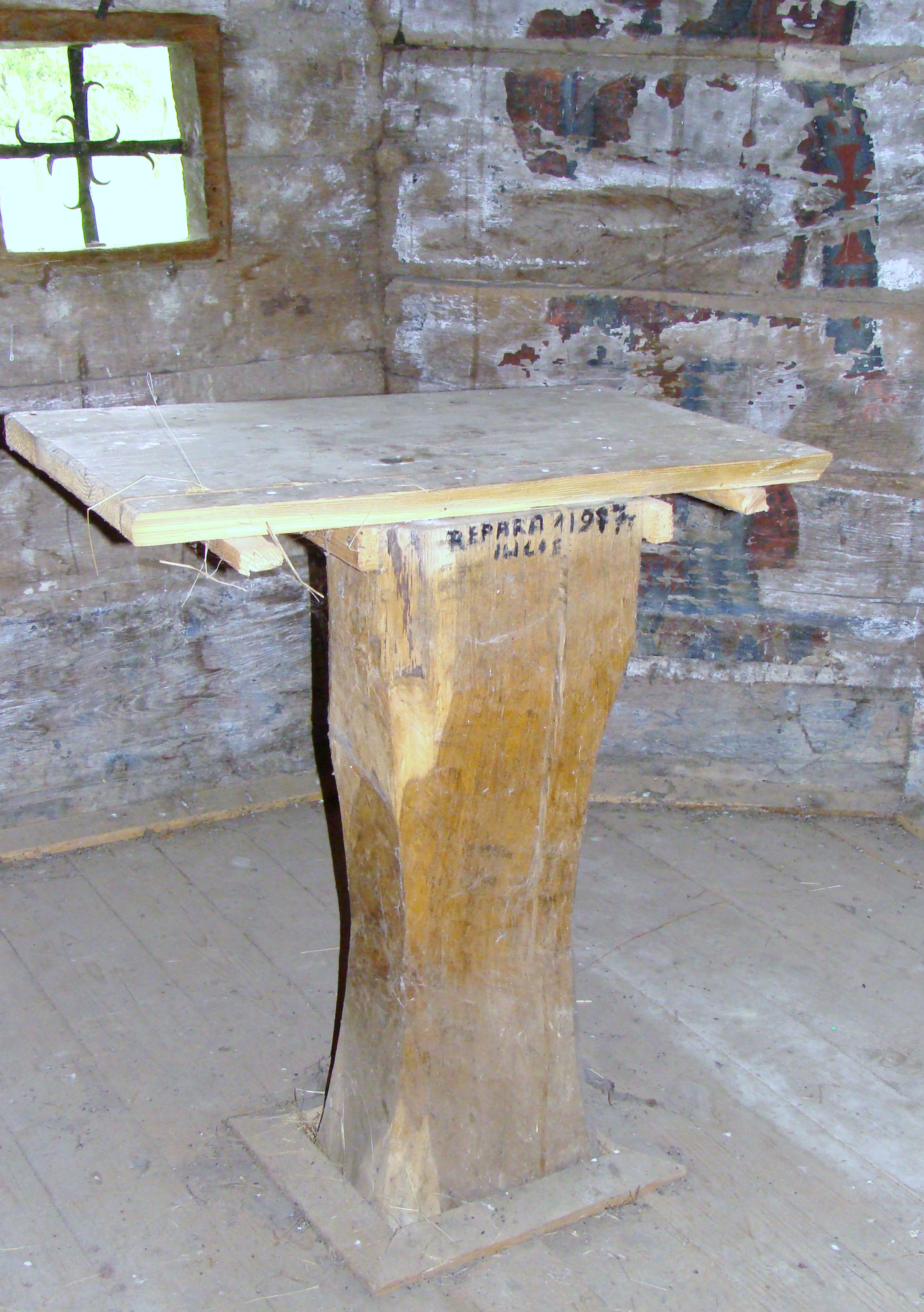
Masa altarului

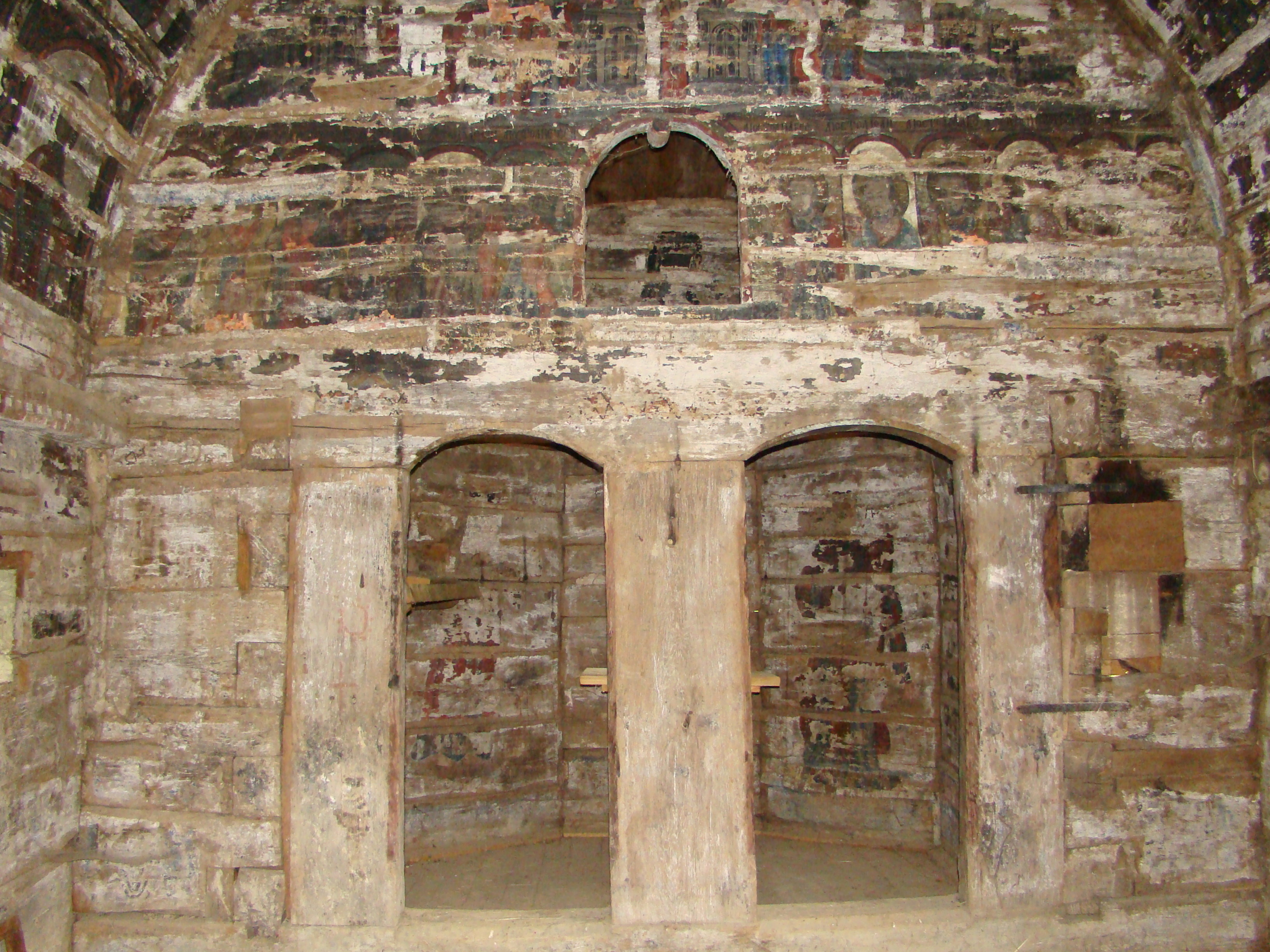
Iconostasul cu două uși

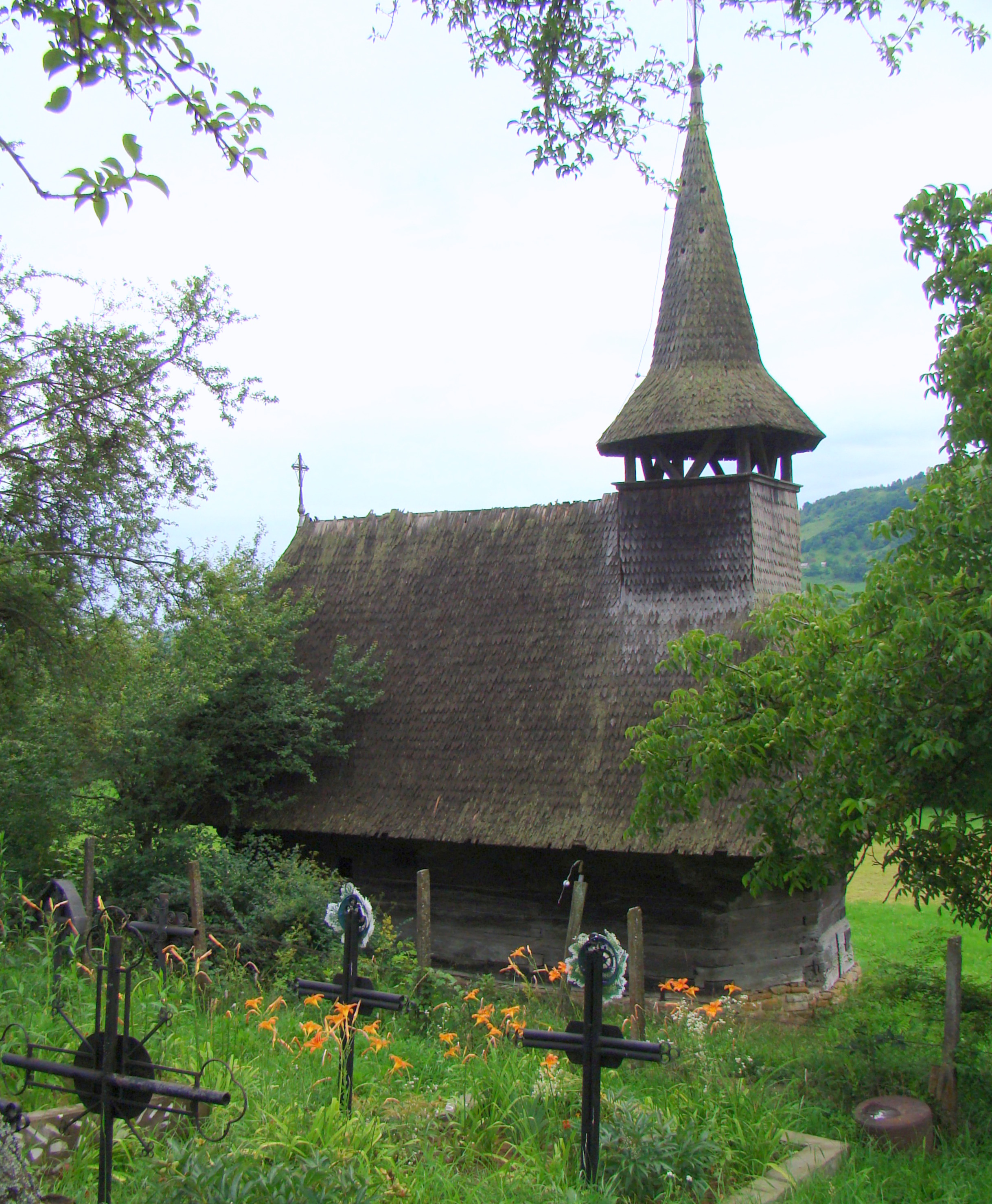
Biserica (nord-vest)

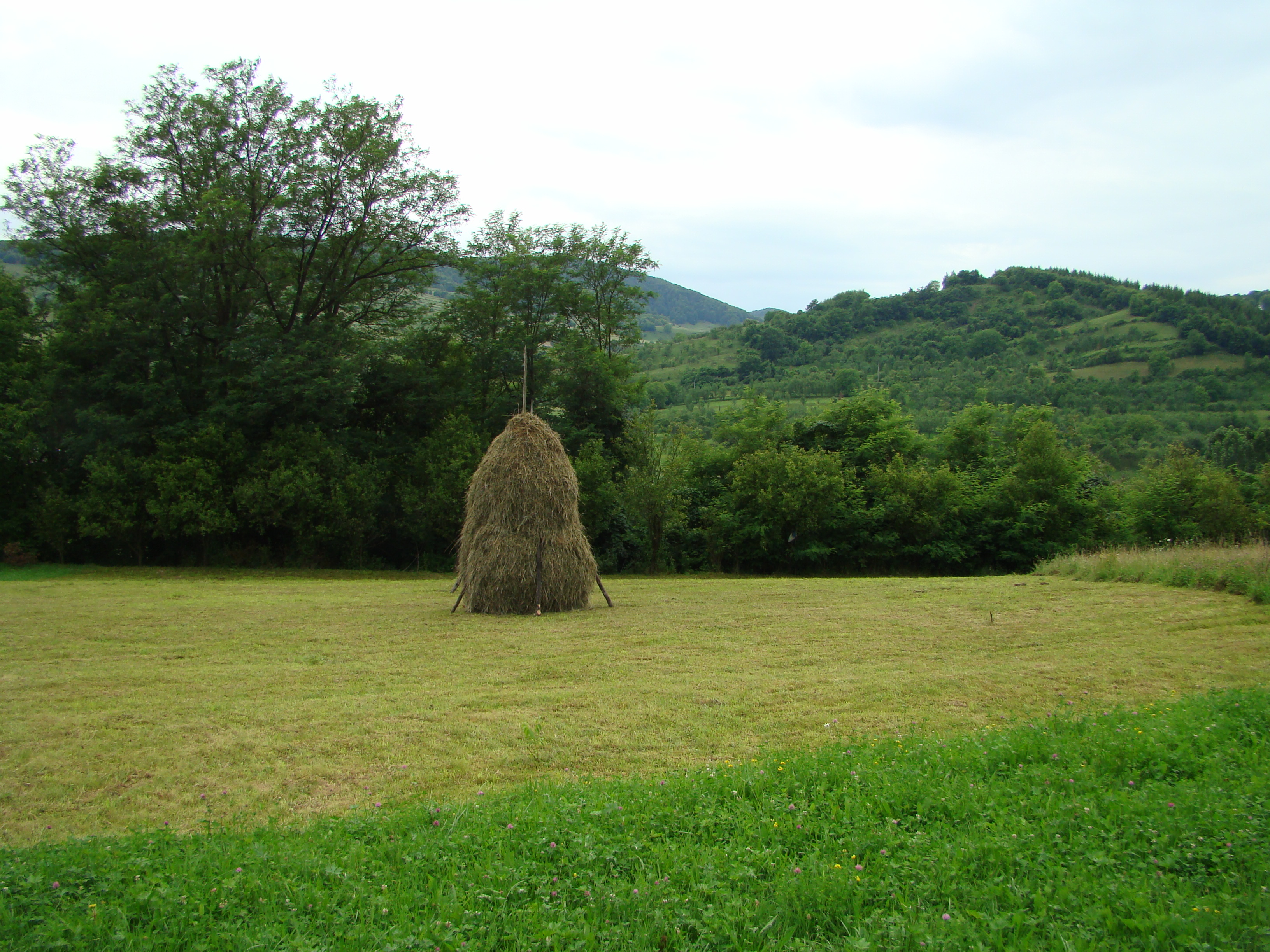
Împrejurimi

Biserica de lemn din Zagra, județul Bistrița-Năsăud datează din anul 1698. Lăcașul de cult figurează pe lista monumentelor istorice, cod LMI BN-II-m-A-01729. Vechea bisericuță de lemn a fost adusă în Zagra în anul 1789 din satul Perișor. Hramul original al bisericii nu se cunoaște, însă aflată azi sub administrarea Bisericii Ortodoxe Române, i-a fost atribuit cel de „Cuvioasa Paraschiva”.

## Istoric și trăsături
Se spune că a fost ridicată inițial în satul Perișor, conform tradiției, și că ar data din 1640. A fost mutată între timp pe actualul loc în 1938 de către Gavrilă Onișor, pe terenul propriu, și era destinată a fi loc de îngropăciune al familiei.  
Construită din bârne masive de stejar și ridicată pe un fundament înalt de piatră, biserica are un caracter arhaic, care îndreptățește datarea timpurie. Planul cuprinde un pronaos cu cinci laturi, tăvănit, cu ușa de intrare pe latura sudică și despărțit de naos printr-un perete plin.  O ușă comunică în naosul dreptunghiular, cu  boltă semicilindrică, sprijinită pe un arc dublou.  Absida altarului, decroșată, este formată din cinci laturi.  Acoperișul de șindrilă este unitar,  având deasupra pronaosului un turn pătrat și un coif de bază octogonală.
Se remarcă ca elemente decorative console treptate, masive, la pronaos și absida altarului și îmbinările sub formă de coadă de rândunică. Ușa îngustă, cu un ancadrament masiv, are deschiderea sus semicirculară. Un element arhaic, determinat și de dimensiunile mici ale construcției,  este iconostasul cu două uși în loc de trei. Interiorul a fost pictat, dar urmele rămase sunt abia vizibile. 

## Imagini din interior

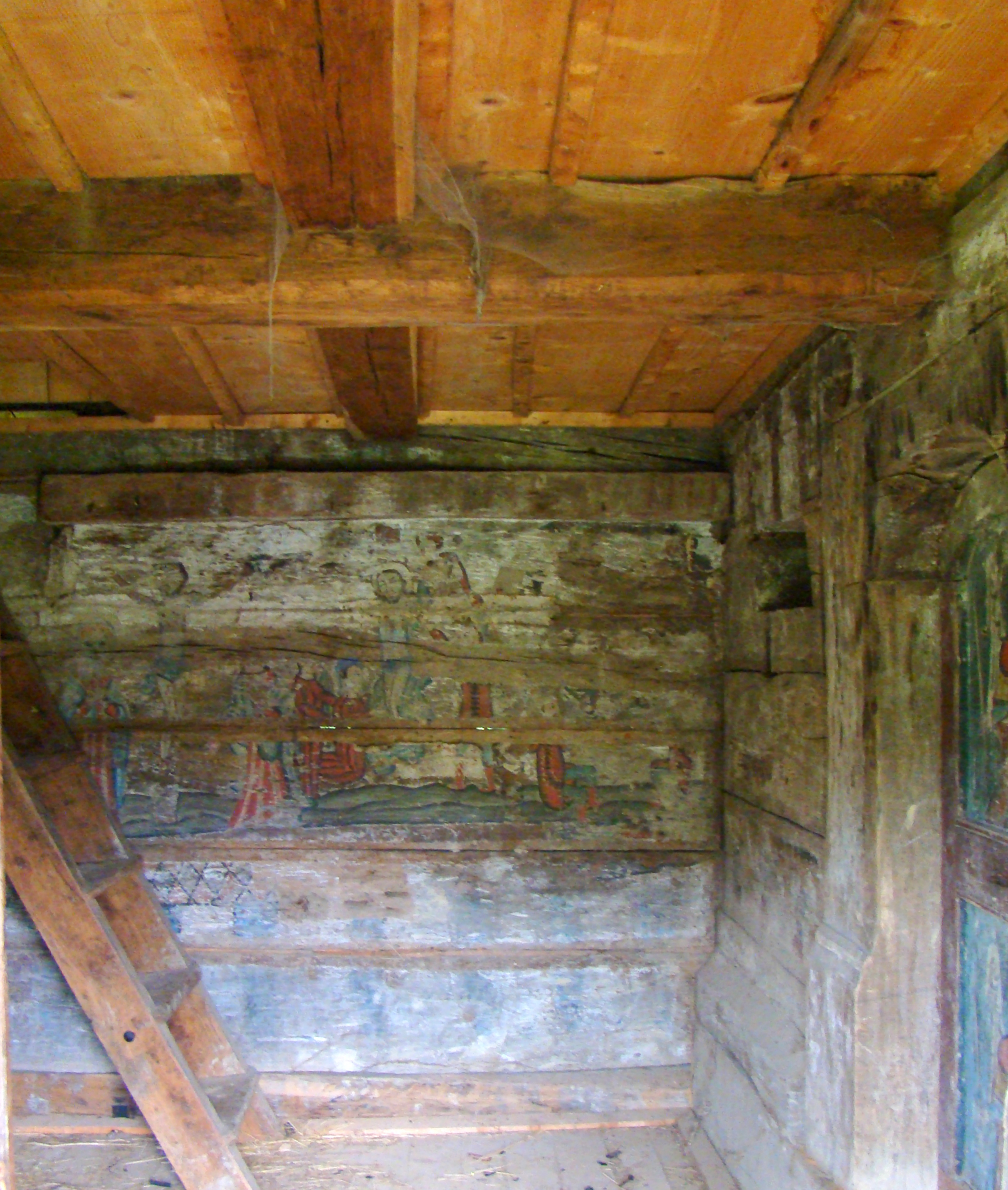
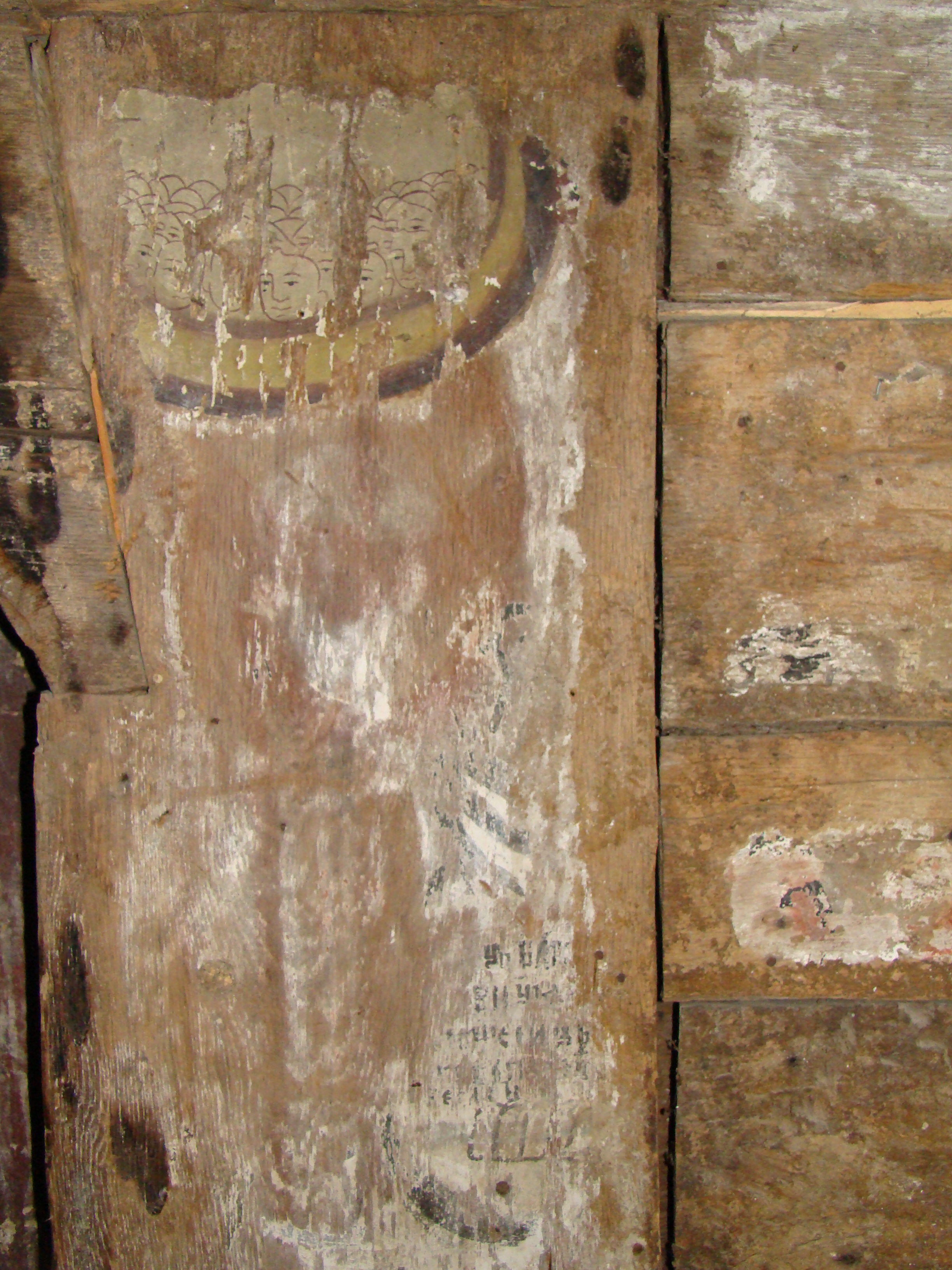
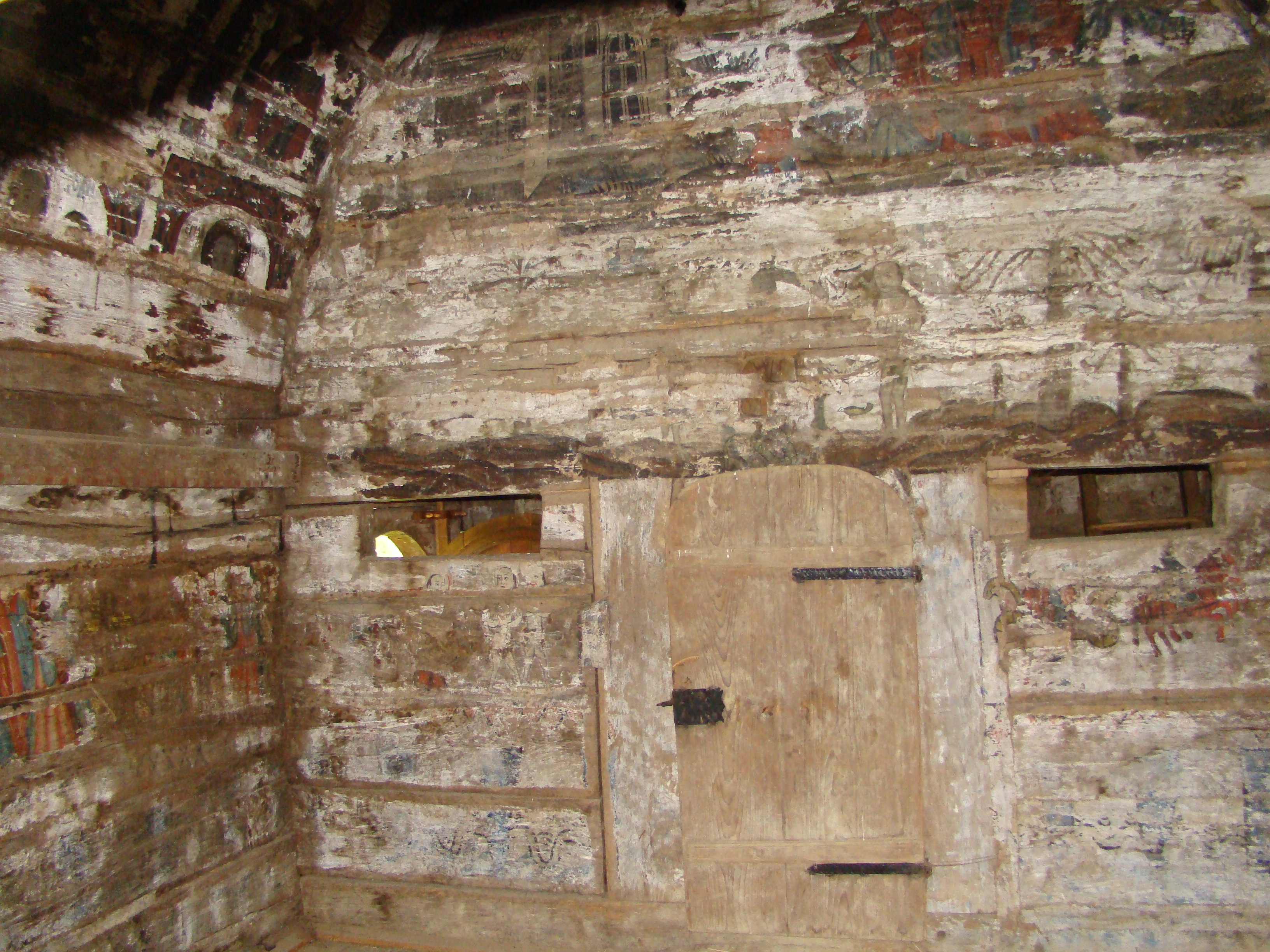
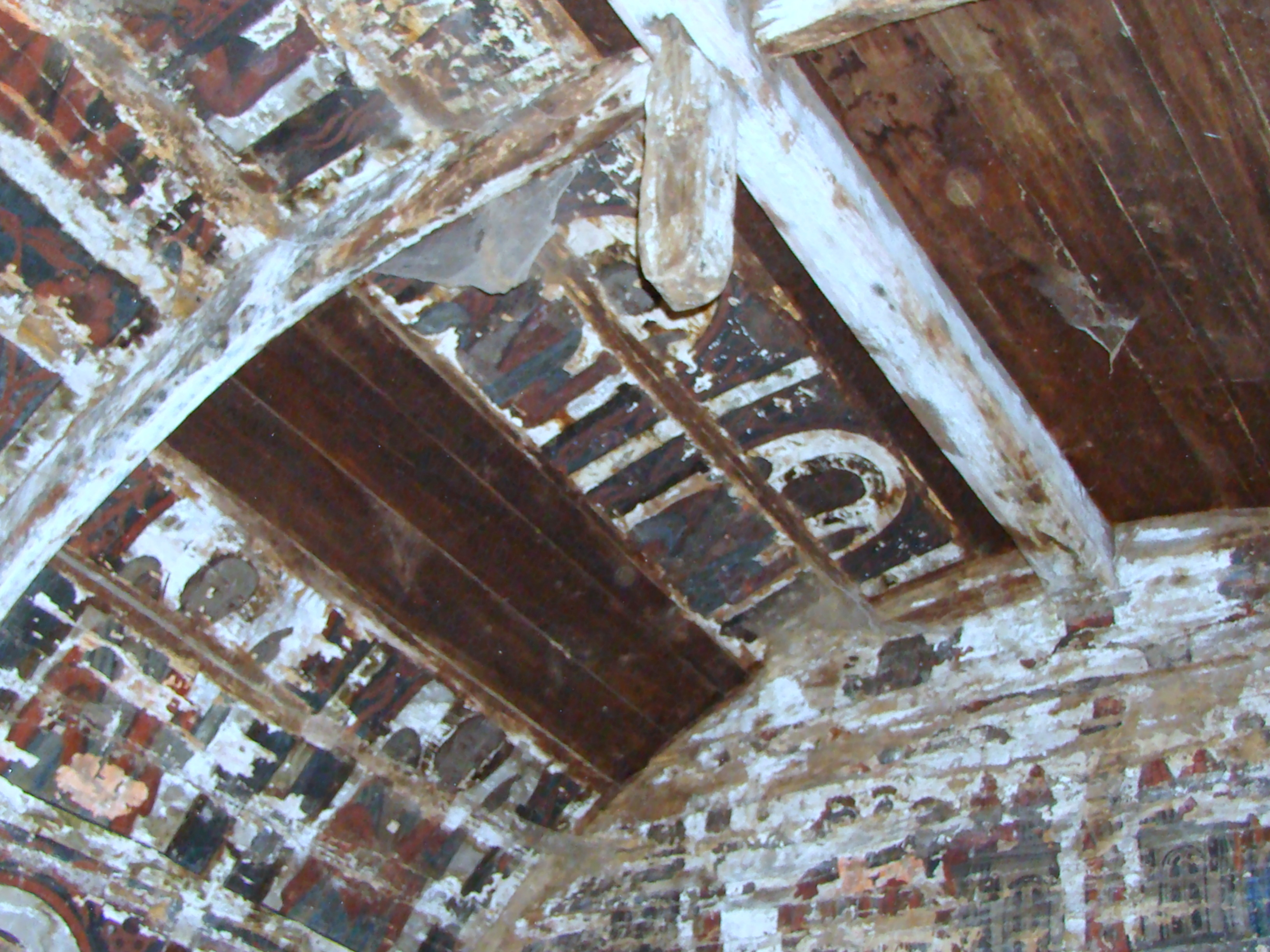
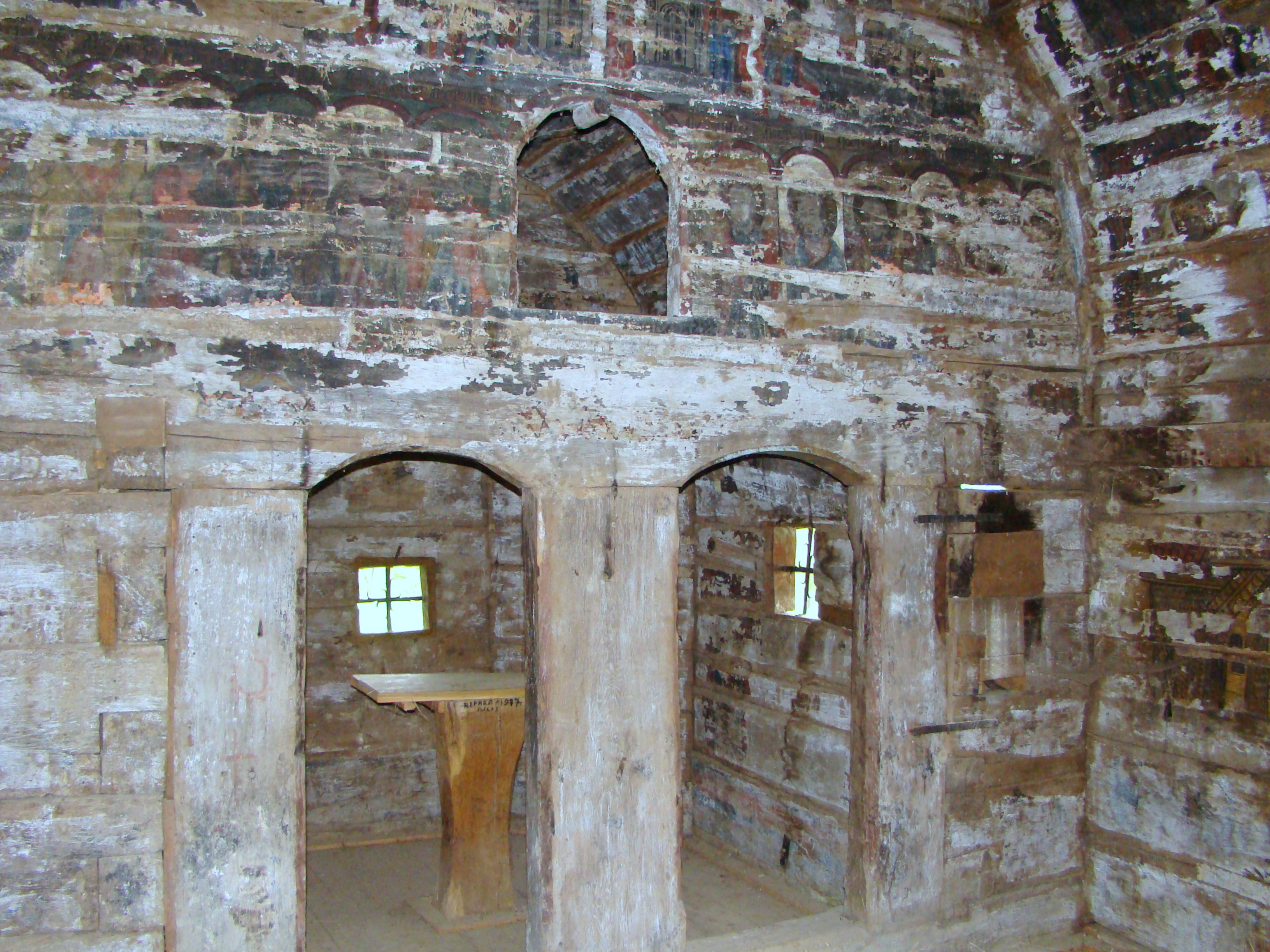
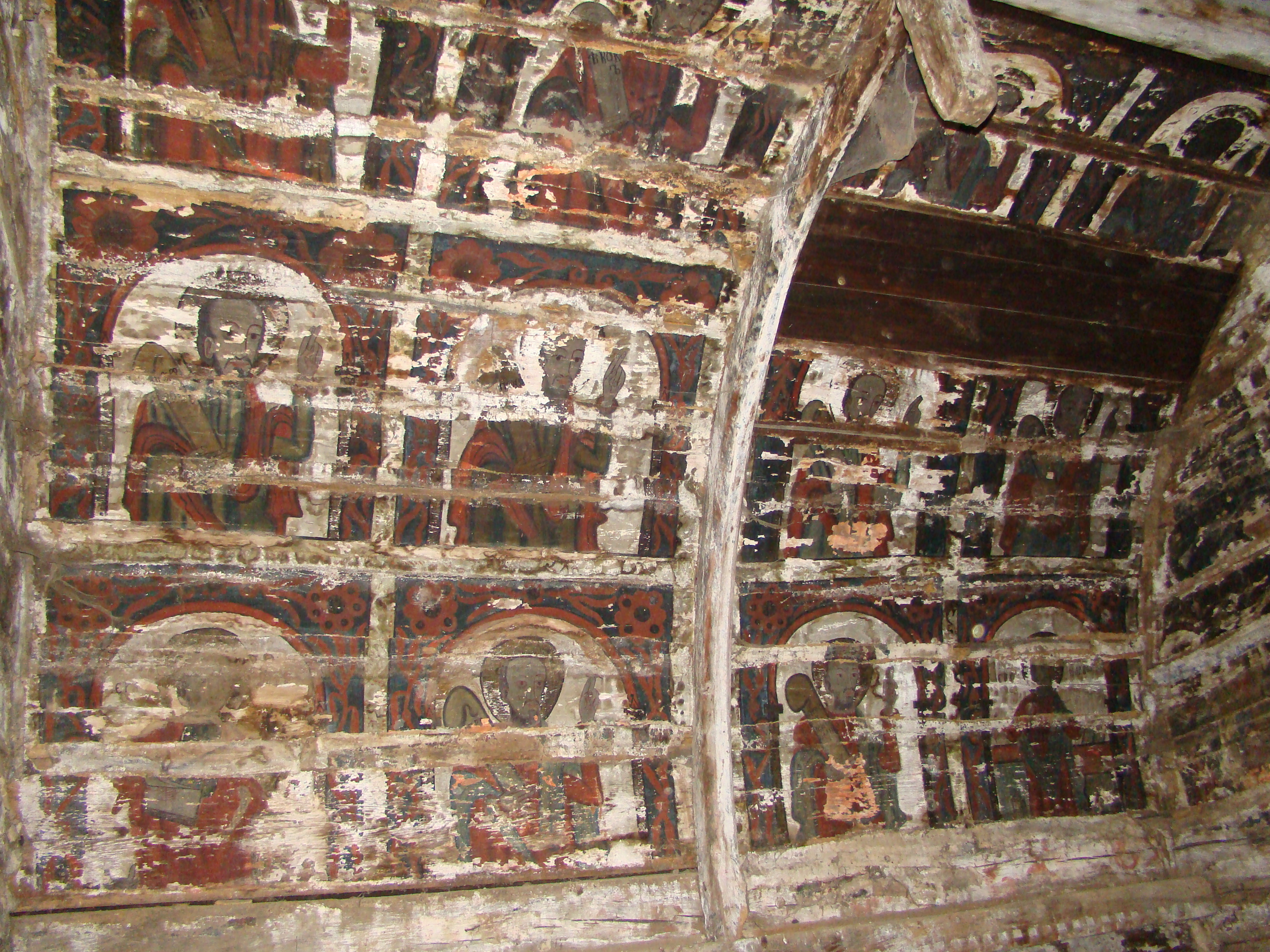
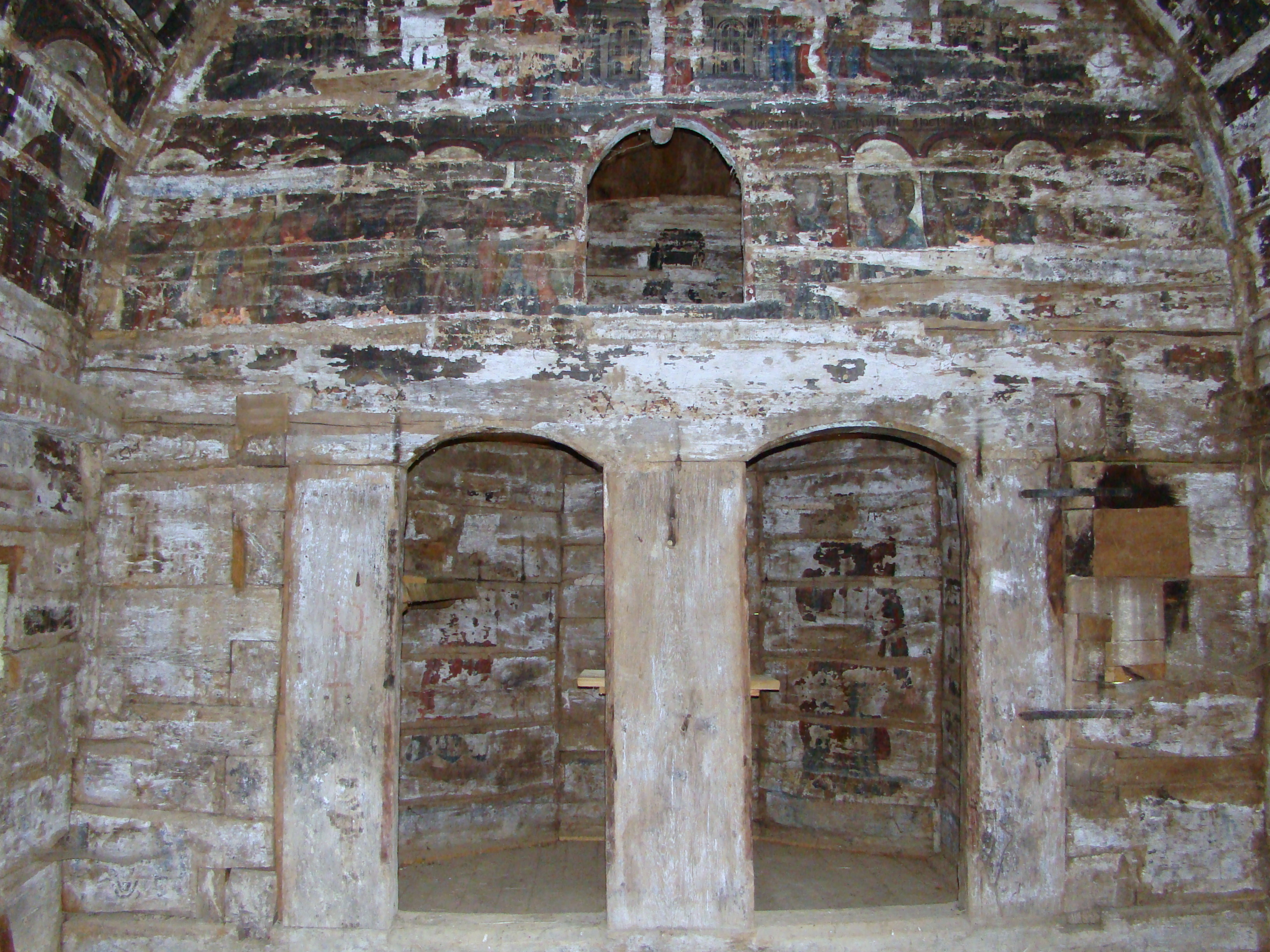
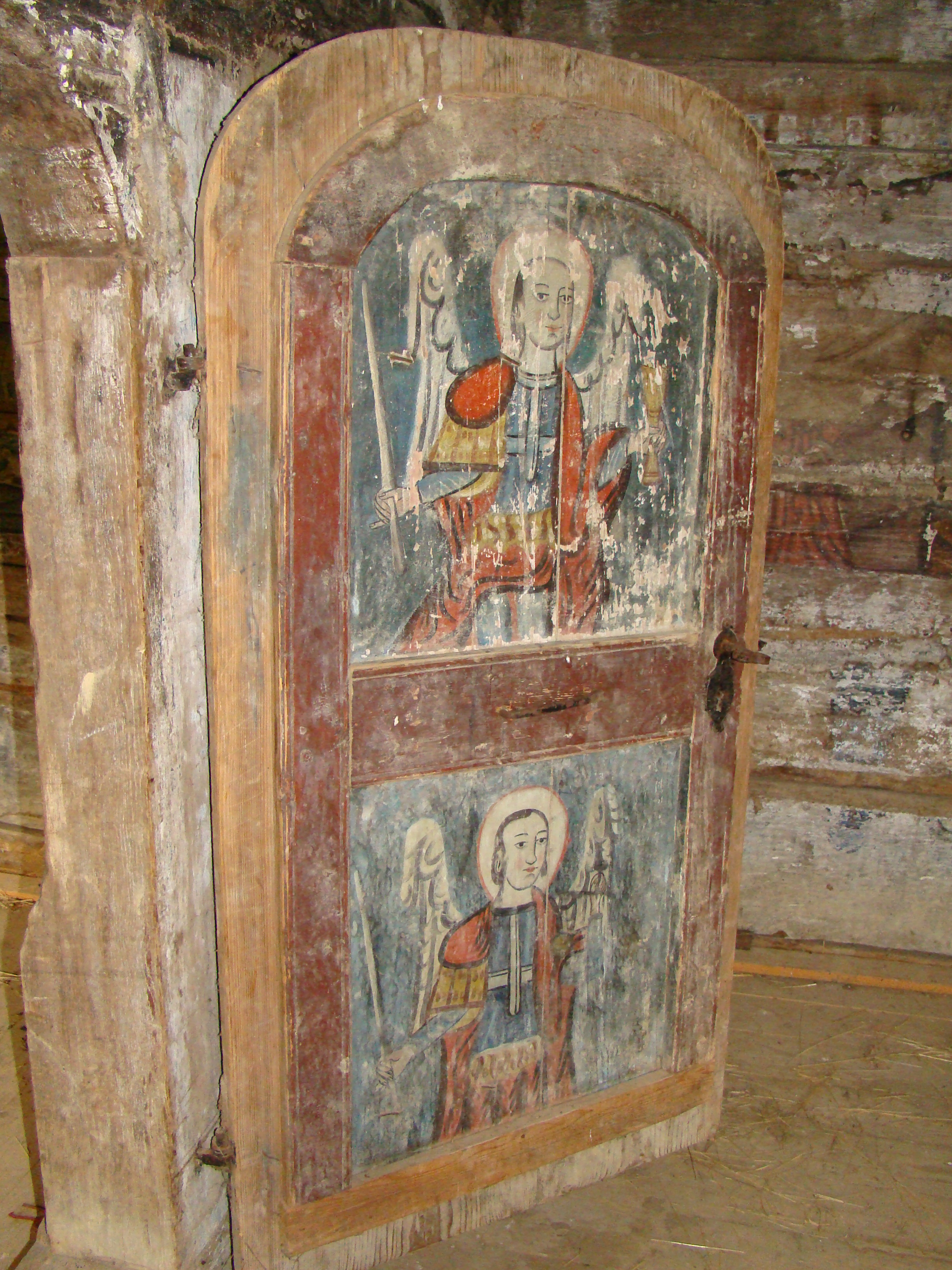
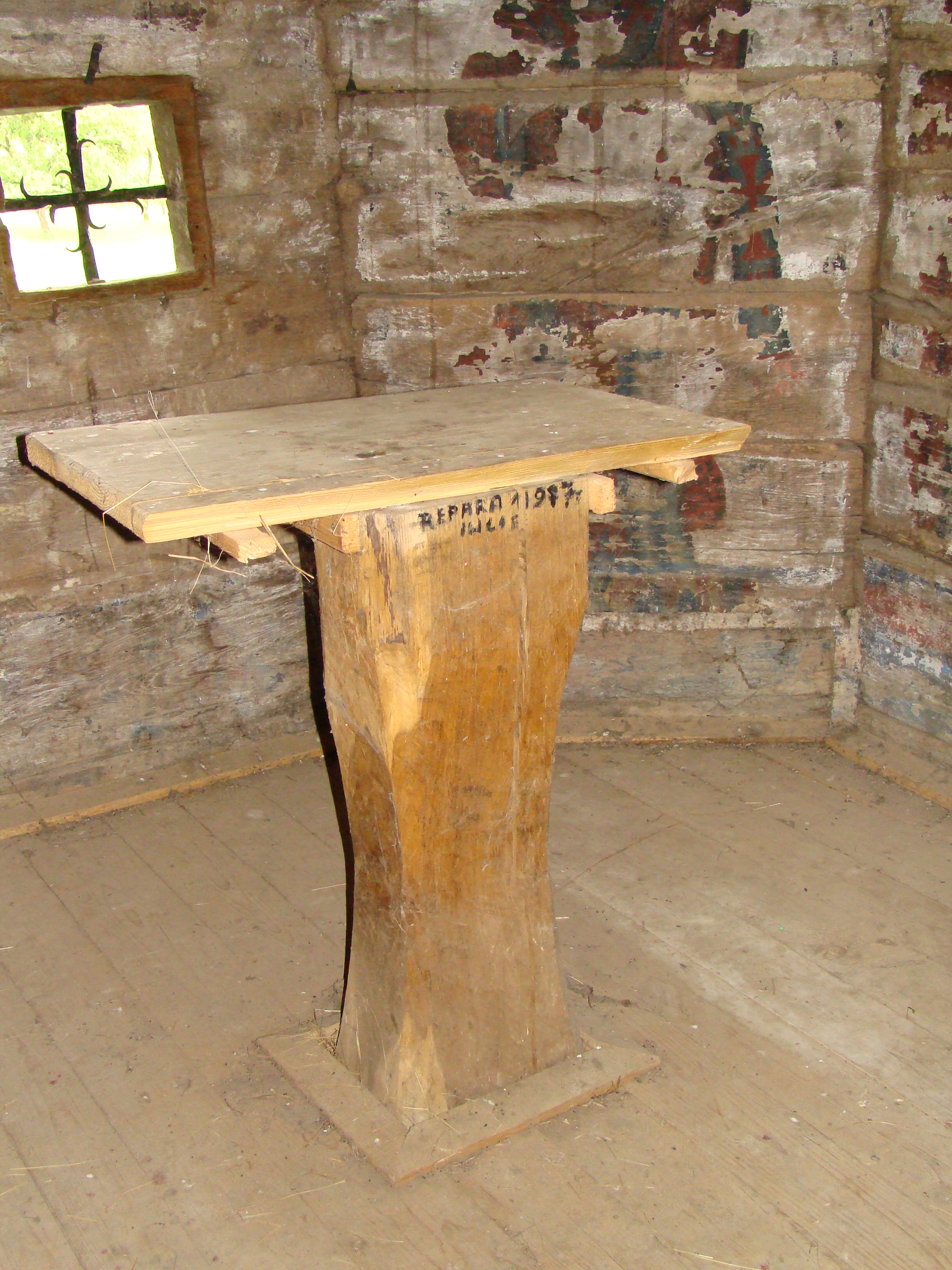

## Imagini din exterior

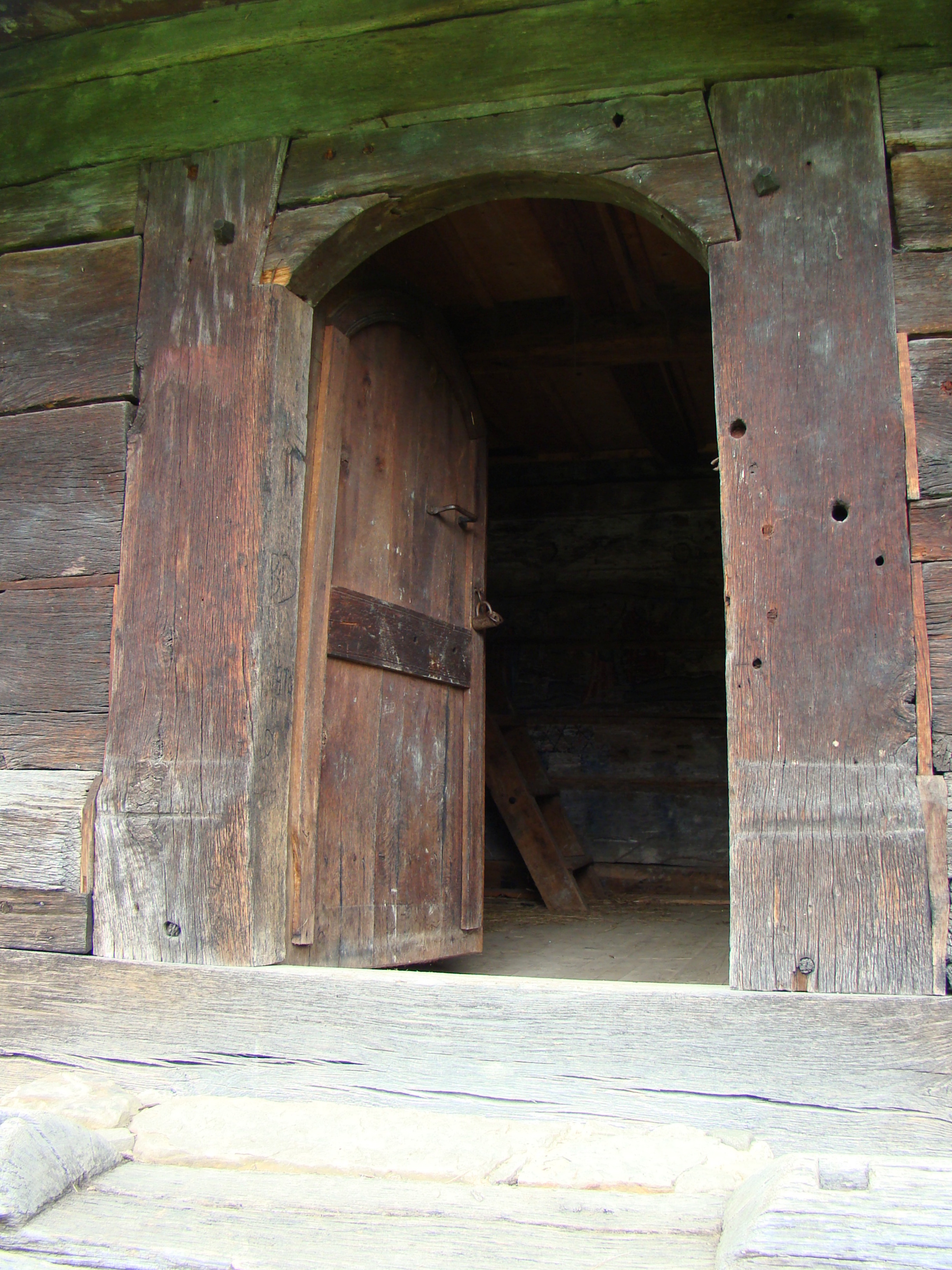
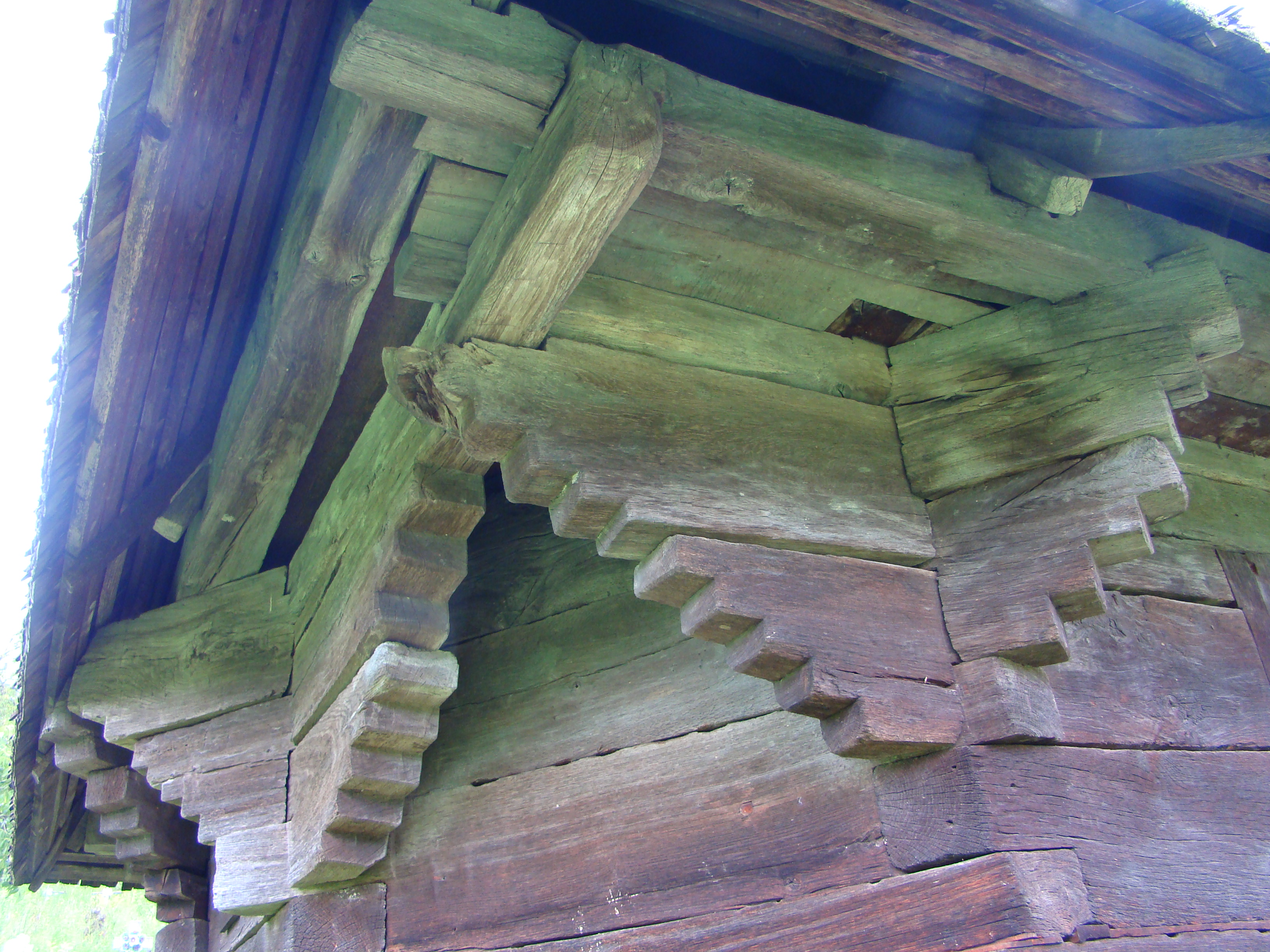
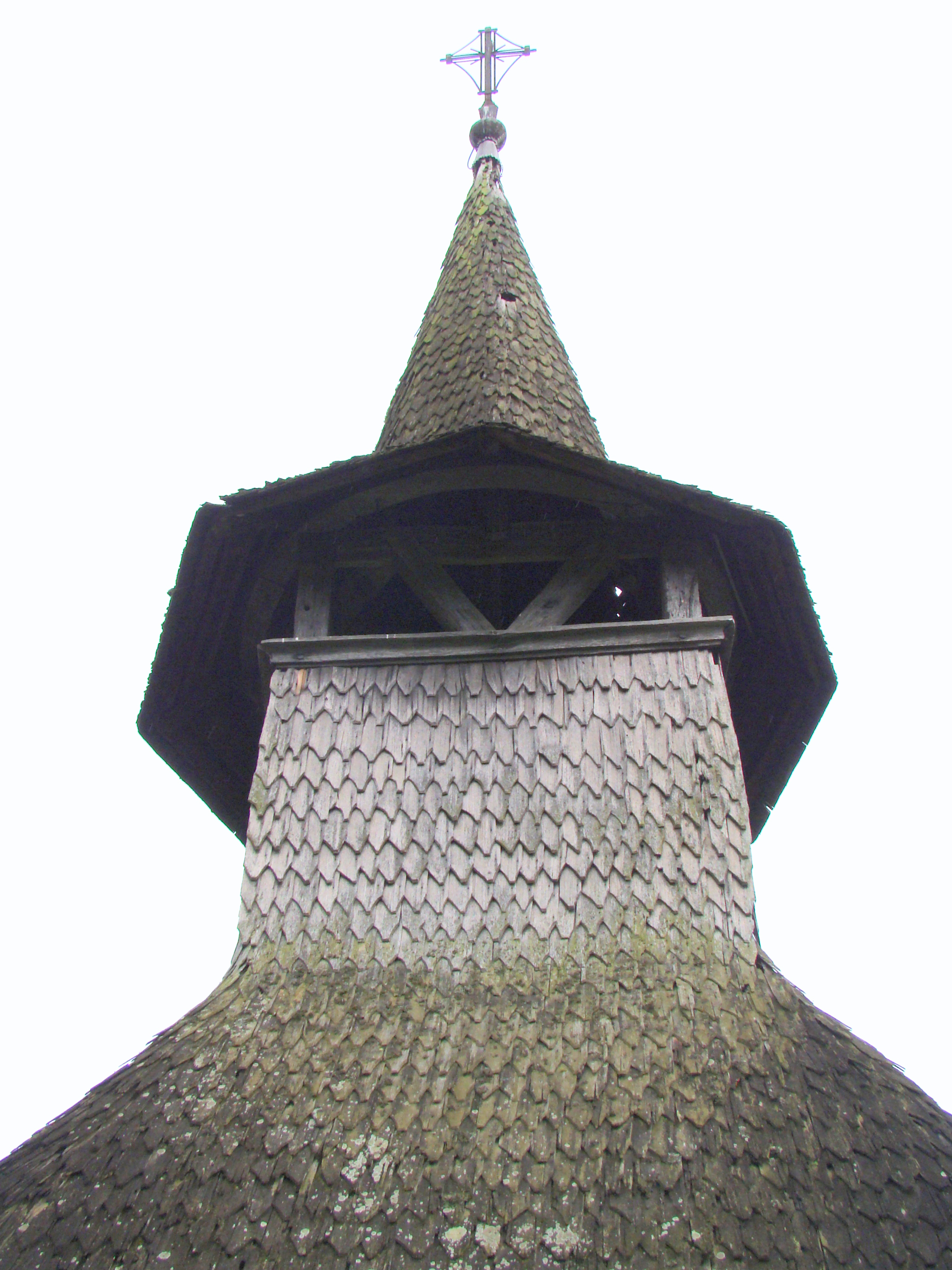
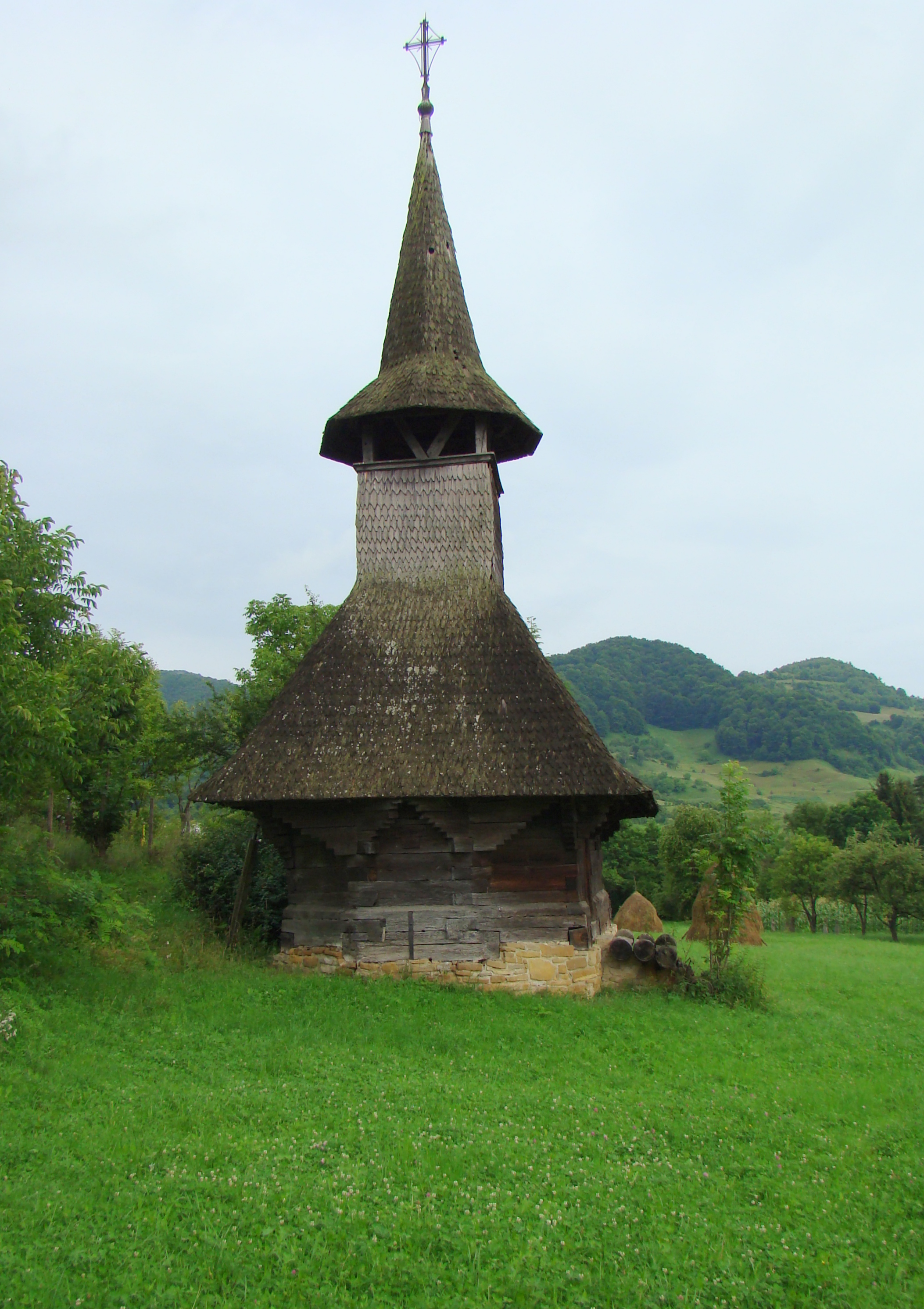
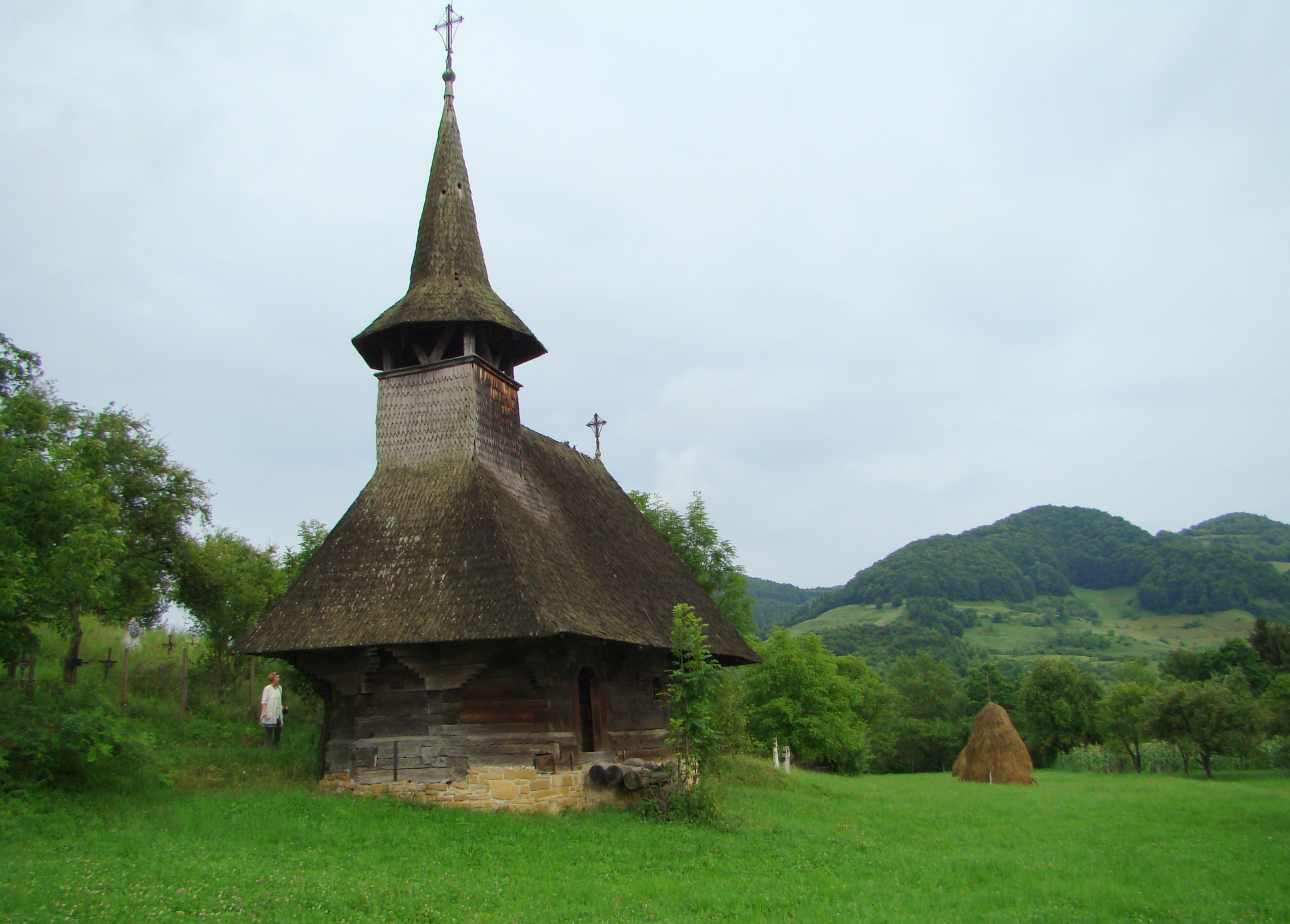
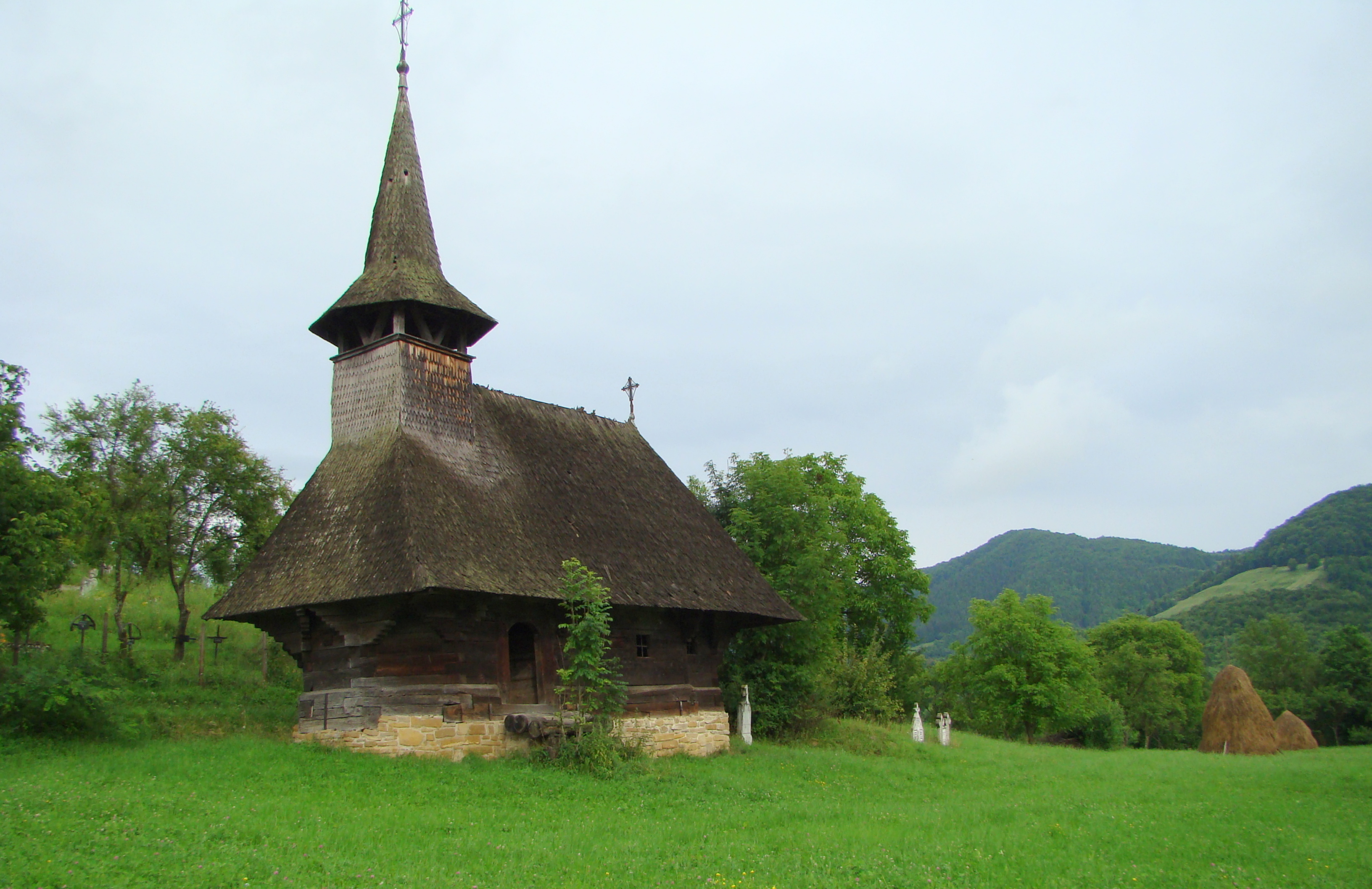
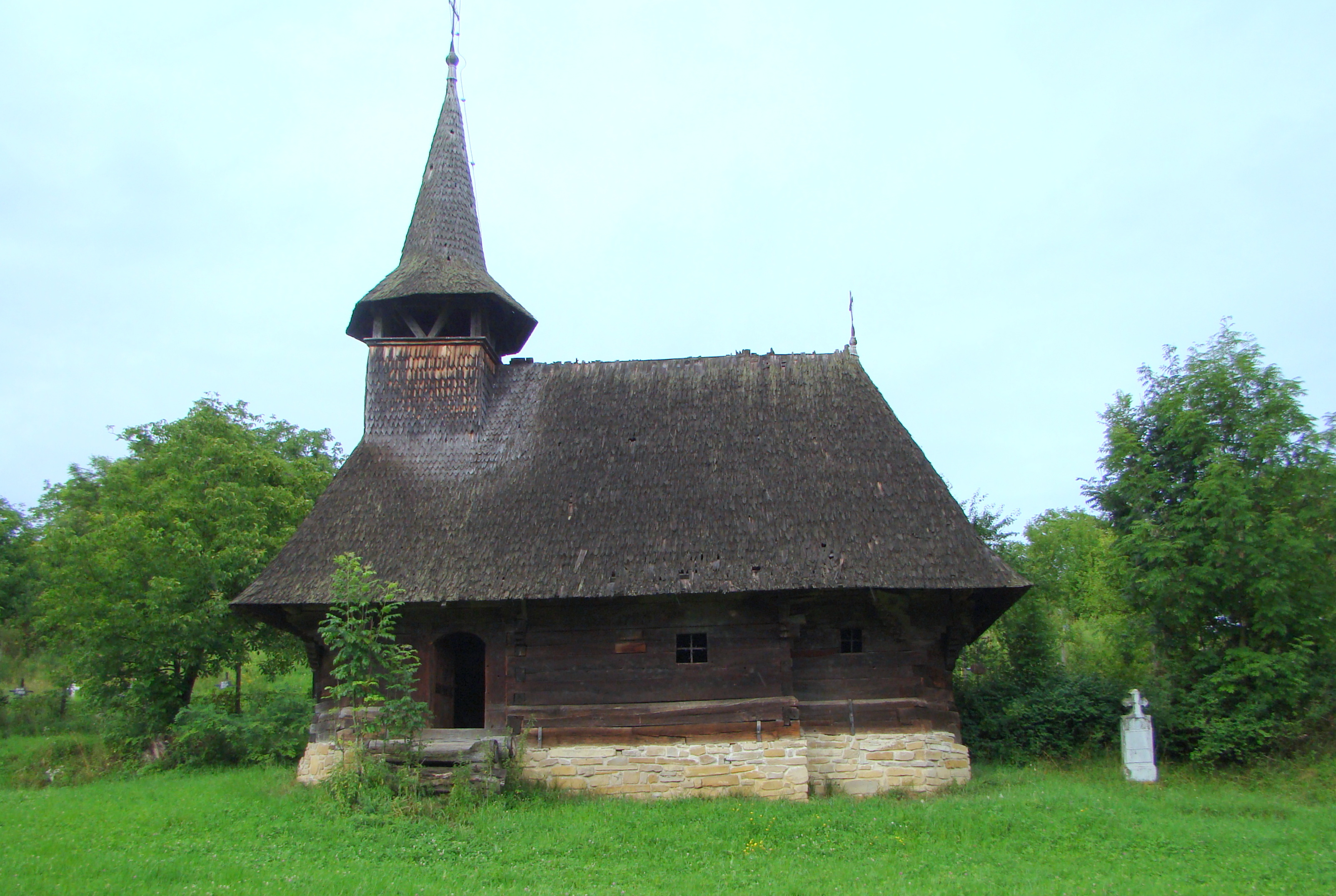
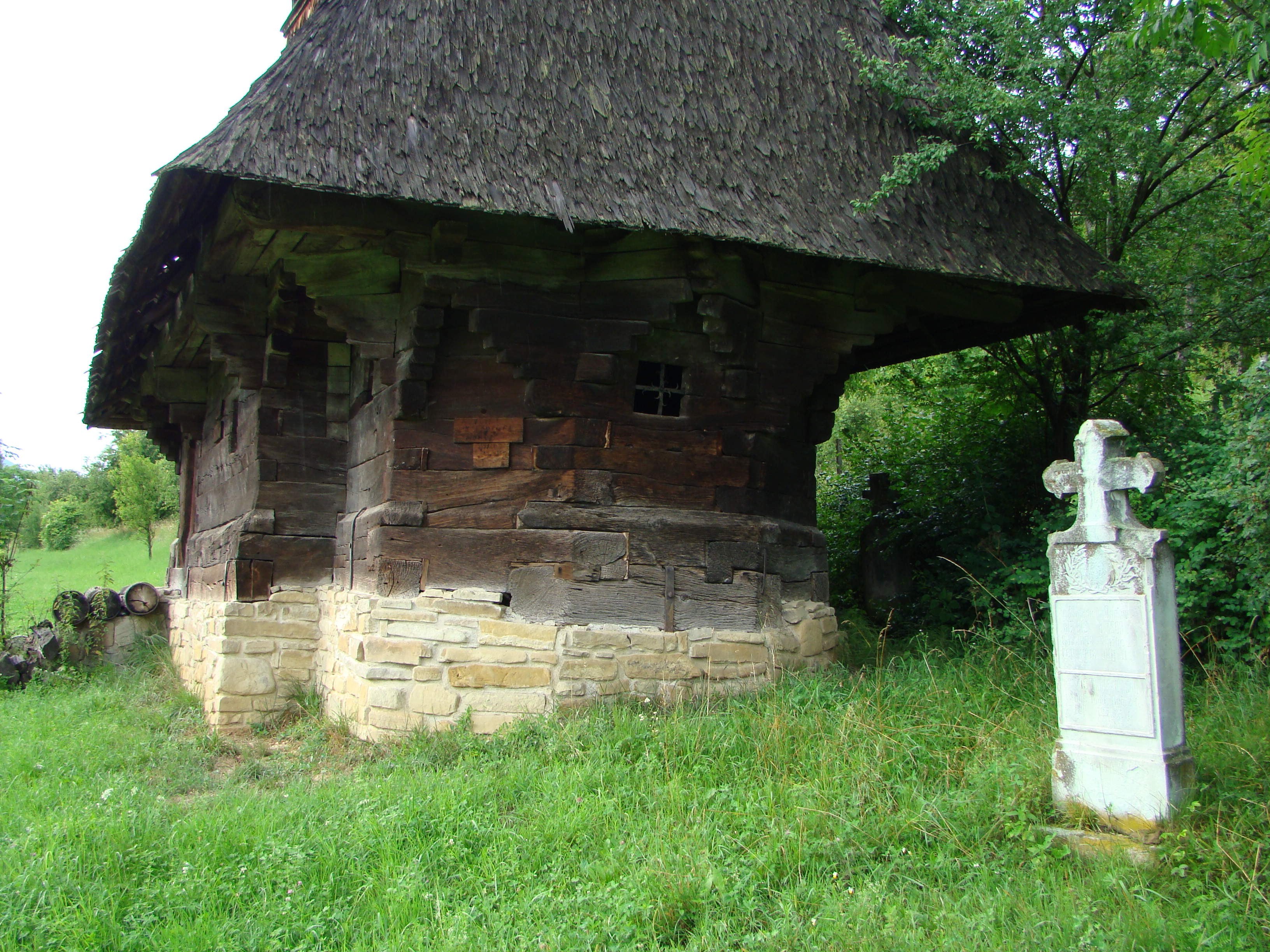
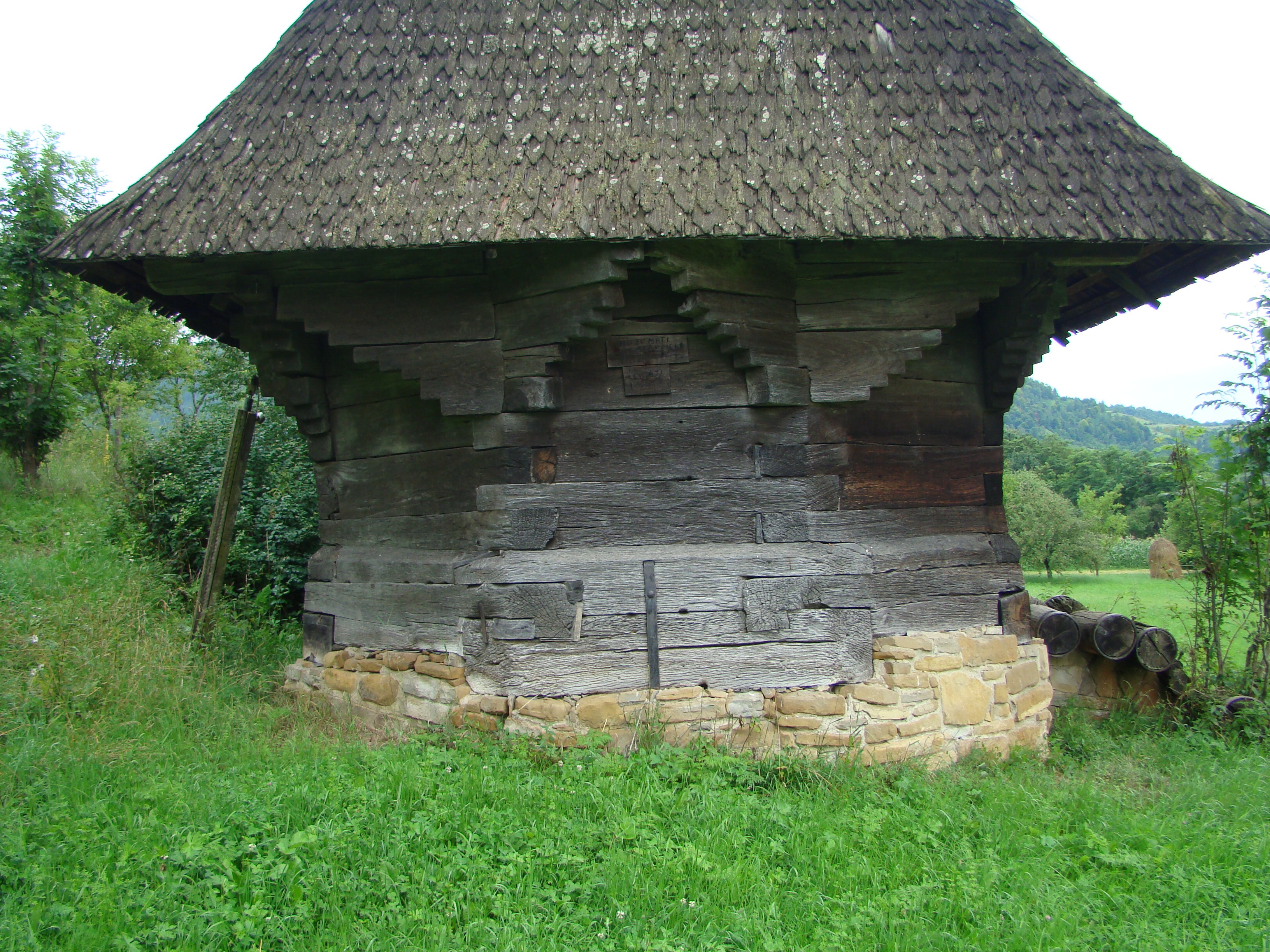